# ブルゴーニュワイン

ブルゴーニュワインの産地

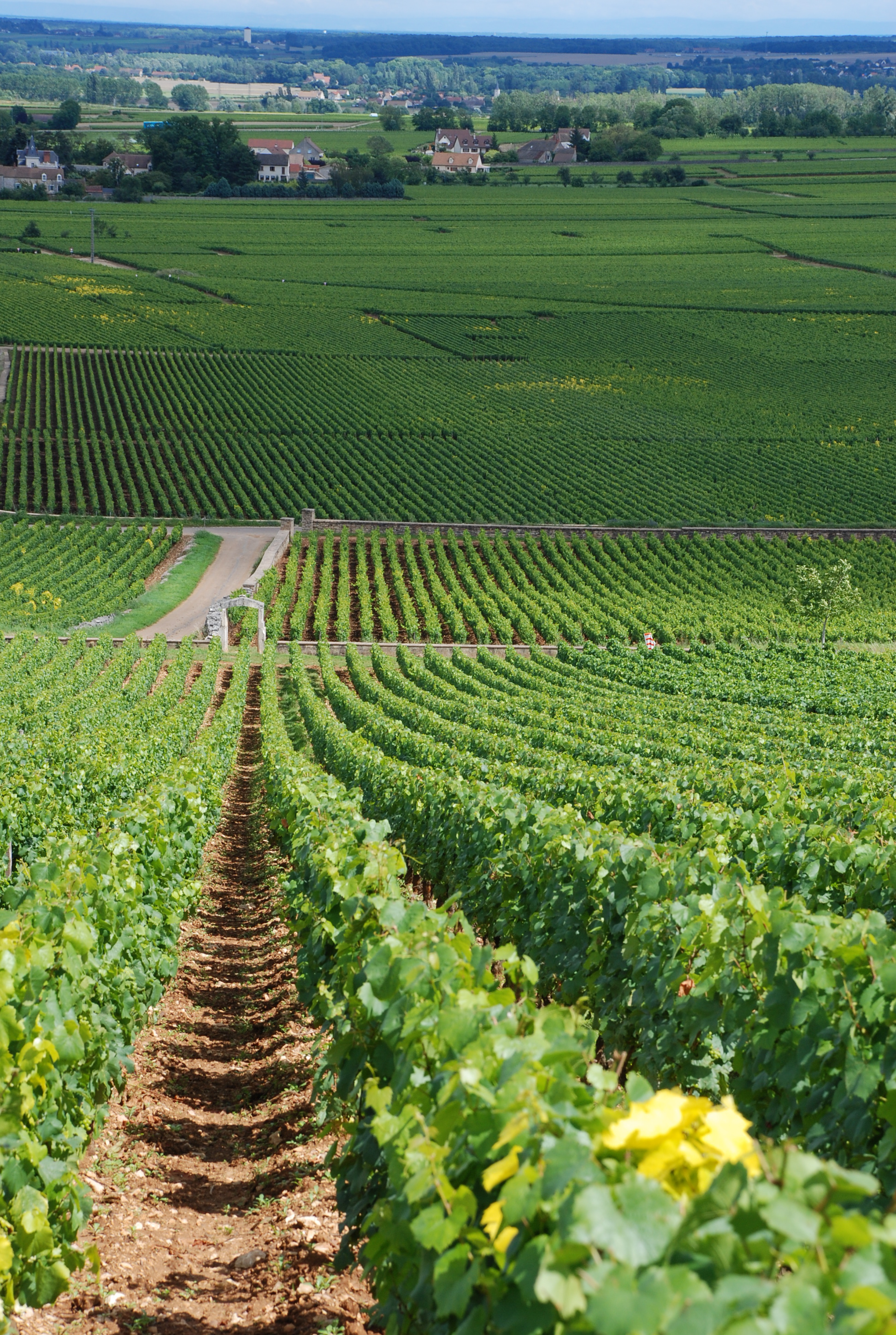
ピュリニー＝モンラッシェのブドウ畑

ブルゴーニュワインは、フランス東部ブルゴーニュ地方特産のワインである。

## 概要
ブルゴーニュワインが造られるブルゴーニュ地域圏は比較的冷涼な大陸性気候であり、昼夜の寒暖差が大きいことがブドウの栽培に好適である。ブドウ畑の総面積は30052ヘクタールであり、フランスのAOCのブドウ畑の4.5%を占める。年間生産量はおよそ1億9400万本であり、これは全世界のワイン生産量の0.5%にあたる。
ブルゴーニュのワイン生産地区は、次の6つに大別される。
| 地域                 | 行政区画                         | 備考                     |
| -------------------- | -------------------------------- | ------------------------ |
| シャブリ             | ヨンヌ県                         | 独自の格付けを持つ       |
| コート・ド・ニュイ   | コート・ドール県                 | コート・ドールを構成する |
| コート・ド・ボーヌ   | コート・ドール県                 | コート・ドールを構成する |
| コート・シャロネーズ | ソーヌ・エ・ロワール県           |                          |
| マコネ               | ソーヌ・エ・ロワール県           |                          |
| ボジョレー           | ソーヌ・エ・ロワール県・ローヌ県 | 独自の格付けを持つ       |

コート・ド・ニュイとコート・ド・ボーヌは特に優れたワインを産出することで知られており、まとめてコート・ドール（仏：Cote d'or、黄金の丘の意）と呼ばれる。コート・ドールは南北に50～60km続く細長い地域であり、日当たりの良い東向きの斜面の中腹にブドウ畑が存在する。ブルゴーニュのなかでも特に銘醸地として知られ、後述する特級畑の多くがコート・ドールに存在する。
ブルゴーニュの格付けは以下の4段階に分かれる。
| 格付け                     | 数  | 全生産量に対する割合 |
| -------------------------- | --- | -------------------- |
| 特級畑（グラン・クリュ）   | 33  | 1.4%                 |
| 一級畑（プルミエ・クリュ） | 684 | 10.1%                |
| 村名                       | 44  | 36.8%                |
| 地域名                     | 23  | 51.7%                |

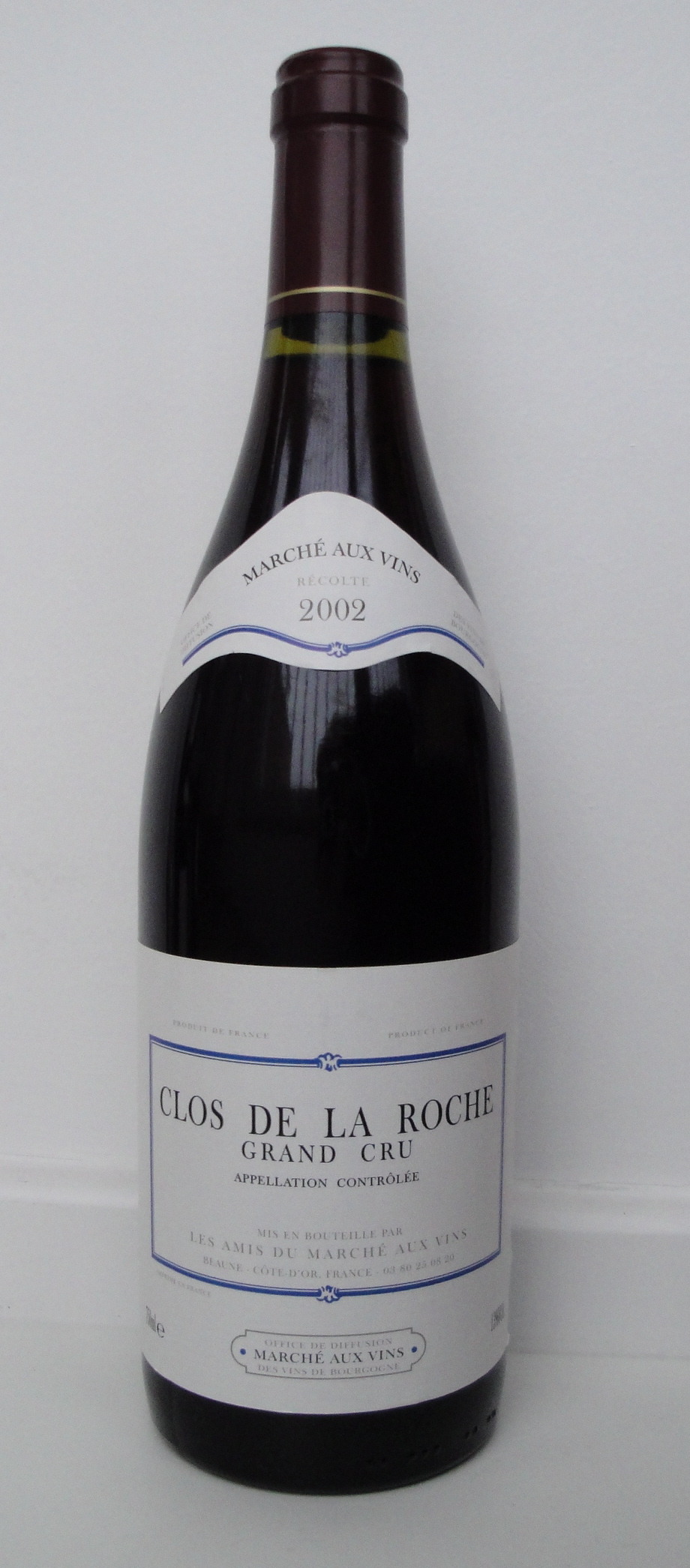
モレ・サン・ドニ村に存在する特級畑、クロ・ド・ラ・ロッシュのワイン。"GRAND CRU"と記載されている。

畑は分割して所有されていることが多く、例えば面積の広いクロ・ド・ヴージョは80ほどの生産者が区画を分けて所有している。全域を単一の生産者が所有している畑をモノポールと呼ぶ。
シャブリとボジョレーについては、独自の格付けが存在する。
ブルゴーニュでは紀元前600年ごろからブドウの栽培がなされており、4世紀ごろにはすでに銘醸地として認識されていた。11世紀には、修道院によりミサ用のワインが生産される過程で、畑により算出されるワインの質に差があることが発見され、特に高品質なワインを産む畑を石垣や塀で囲い「クロ（仏：Cros）」と呼ぶようになった。14世紀にはブルゴーニュ公国が成立しした。このころは病害に強く終了の多いガメイがコート・ドールでもが栽培されていたが、品質としては凡庸であったため、1395年にフィリップ豪胆王によりガメイを禁止する勅令が発令されたことで、コート・ドールでの赤ワイン用のブドウはピノ・ノワールに置き換わり、ガメイを主たる品種として栽培する地域はボジョレーだけになった。最南に位置するボジョレーのみ花崗岩質の土壌であり、ガメイとの相性が良いこともこの地で栽培が続いている理由のひとつである。
ブルゴーニュワインは、赤ワインはピノ・ノワール、白ワインはシャルドネの単一品種で造られることが一般的である。その他、赤ワインではガメイ、白ワインではアリゴテが使われることもある。ブルゴーニュの赤ワインは、同じくフランスの著名な赤ワインの産地であるボルドーと比較されることがある。ボルドーの赤ワインが深い色調で渋みをもたらすタンニンが豊富な重厚な味わいであるのに対し、ブルゴーニュの赤ワインは明るい色合いを持ち、酸味を強く感じられる優雅で軽やかな味わいとなる。
生産は、自社で畑を所有しブドウ栽培から醸造までを行うドメーヌ（仏：Domaine）と、農家や他生産者からブドウやワインを購入し、醸造や瓶詰めを行うネゴシアン（仏：Négociant）の2形態がある。なかには自社畑を持つとともにネゴシアンとして購入したブドウでの醸造を行う生産者もいる。ブルゴーニュには3900程度のドメーヌと300程度のネゴシアンが存在している。

## 地域

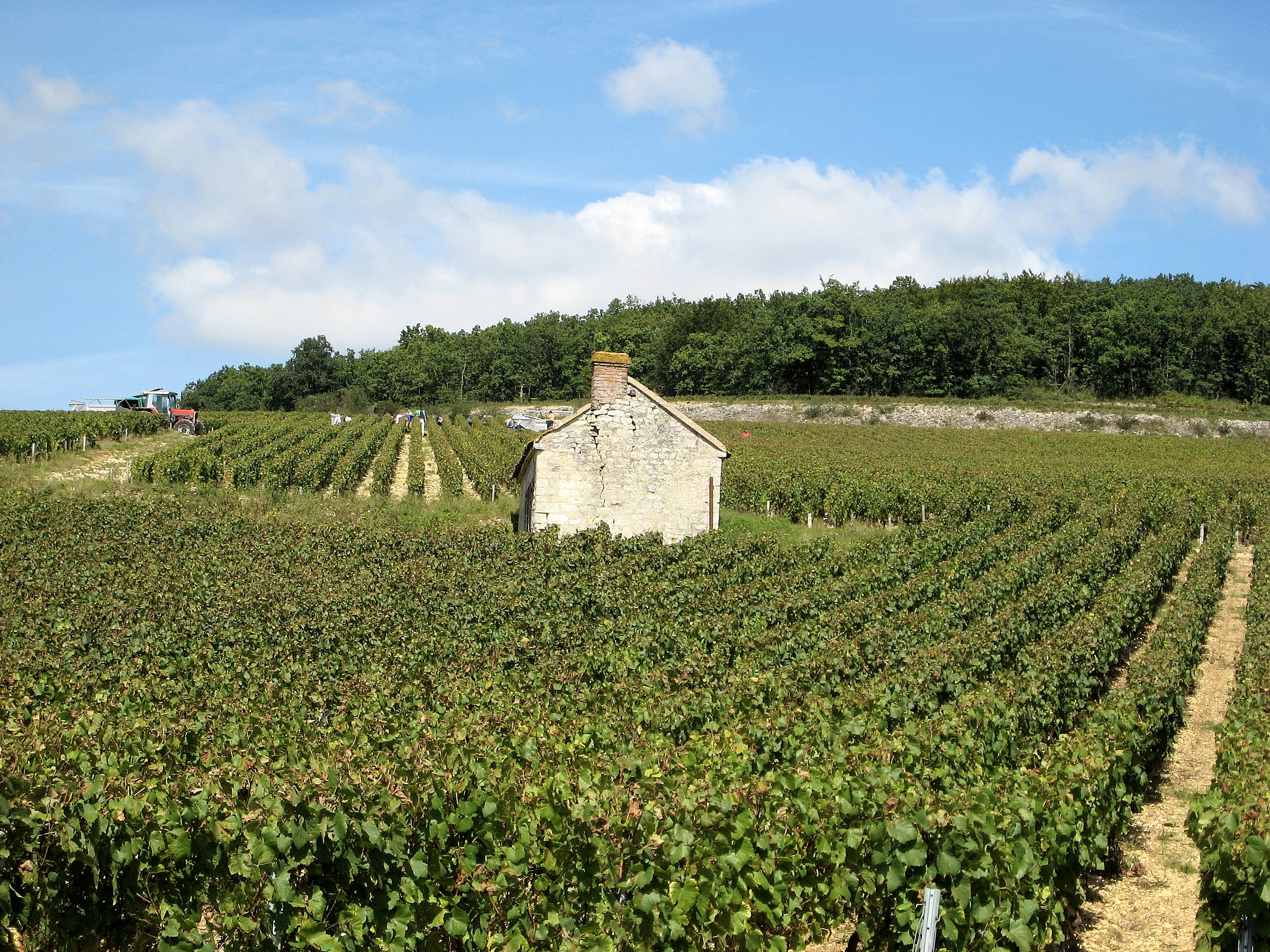
ブルゴーニュの葡萄畑（シャブリ地区）

### シャブリとオーセロワ地区（ヨンヌ県）
- シャブリ（地域名）　
  - シャブリ・グラン・クリュ（シャブリのうちの特級畑）　白
    - ブランショ Blanchots（12.2ha）
    - ブーグロ Bougros（14.4ha）
    - クロ Clos（24.8ha）
    - グルヌイユ Grenouilles（9.1ha）
    - プルーズ Preuses（11.0ha）
    - ヴァルミュール Valmur（11.9ha）
    - ヴォーデジール Vaudésir（14.5ha）:プルーズとヴォーデジールにまたがる2.4haはムートンヌ Moutonneと呼ばれ、特級として扱われる

  - シャブリ・プルミエ・クリュ（シャブリのうちの1級畑。28の畑があり、総面積は754ha）　白
  - プティ・シャブリ（シャブリより格が下がる）　白
- サン・ブリ　ソーヴィニョン・ブラン種のぶどうで作られる白ワイン
- イランシー　赤
- ブルゴーニュ・コート・サン・ジャック: ジョワニー村で作られる赤・白とヴァン・グリ

### コート・ドール地区
注釈無しは村名、その後にその村に属する有名な一部の畑を記載（面積は実際の作付面積）

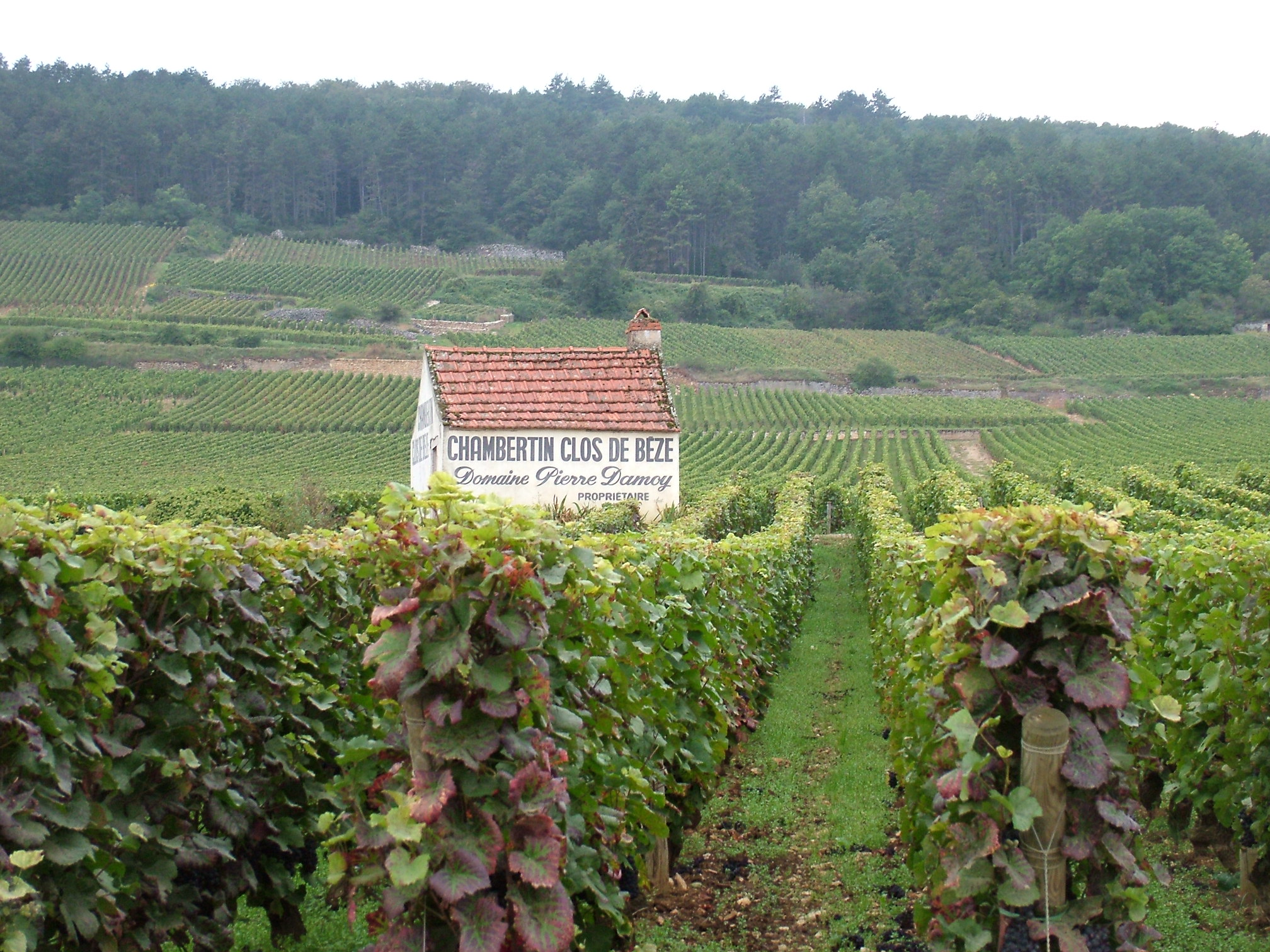
シャンベルタン・クロ・ド・ベーズのブドウ畑。ジュヴレ＝シャンベルタン村に存在する特級畑である。

#### コート・ド・ニュイ
- マルサネ　赤・ロゼ・白
- フィサン　赤・白
  - ペリエール（1級）　赤
  - クロ・デュ・シャピトル（1級）　赤・白
  - クロ・ナポレオン（1級）　赤
- ジュヴレ＝シャンベルタン　赤
  - シャンベルタン Chambertin（特級）　赤 （12.90ha）
  - シャンベルタン・クロ・ド・ベーズ Chambertin clos de Bèze（特級）　赤 （15.40ha）
  - ラトリシエール・シャンベルタン Latricières-Chambertin（特級）　赤 （7.50ha）
  - マジ・シャンベルタン Mazis-Chambertin（特級）　赤 （9ha）
  - シャルム・シャンベルタン Charmes-Chambertin（特級）　赤 （31ha）
  - マゾワイエール・シャンベルタン Mazoyères-Chambertin（特級・シャルムの一部の別称）　赤
  - リュショット・シャンベルタン Ruchottes-Chambertin（特級）　赤 （3.50ha）
  - グリヨット・シャンベルタン Griotte-Chambertin（特級）　赤 （2.70ha）
  - シャペル・シャンベルタン Chapelle-Chambertin（特級）　赤 （5.50ha）
  - カズティエール（1級）　赤
  - クロ・サン・ジャック（1級）　赤
  - ヴェロワイユ（1級）　赤
  - エストゥルネル（1級）　赤
- モレ・サン・ドゥニ　赤・白（きわめて少量）
  - クロ・ド・ラ・ロッシュ Clos de la Roche（特級）　赤 （15.34ha）
  - クロ・サン・ドニ Clos St-Denis（特級）　赤 （5.66ha）
  - クロ・ド・タール Clos de Tart（特級）　赤 （7.53ha）
  - クロ・デ・ランブレイ Clos de Lambrays（特級）　赤 （8.40ha）
  - モン・リュイザン（1級）　赤・白
  - クロ・ド・ラ・ビシェール（1級）　赤
- シャンボール・ミュジニー　赤・白（きわめて少量）
  - ミュジニー Musigny（特級）　赤・白（きわめて少量）（9.30ha）
  - ボンヌ・マール Bonnes-Mares（特級）　赤（モレとシャンボールにまたがる）（14ha）
  - アムルーズ（1級）　赤
  - シャルム（1級）　赤
  - サンティエ（1級）　赤
  - ボード（1級）　赤
- ヴージョ　赤・白（きわめて少量）
  - クロ・ド・ヴージョ Clos de Vougeot（特級）　赤 （47.30ha）
  - クロ・ブラン・ド・ヴージョ（1級）　白
- ヴォーヌ・ロマネ　赤（エシェゾーを含む）
  - ロマネ・コンティ Romanée-Conti（特級）　赤 （1.80ha）
  - ラ・ターシュ La Tache（特級）　赤 （6.10ha）
  - リシュブール Richebourg（特級）　赤 （8ha）
  - ラ・ロマネ La Romanée（特級）　赤 （0.85ha）
  - ロマネ・サン・ヴィヴァン Romanée-St-Vivant（特級）　赤 （9.40ha）
  - エシェゾー Echézeaux（特級）　赤 （37.70ha）
  - グラン・エシェゾー Grands Echézeaux（特級）　赤 （9.10ha）
  - グランド・リュ Grande-Rue（特級）　赤 （1.65ha）
  - ゴーディショ（1級）　赤（ほとんどの部分がラ・ターシュに併合された）
  - マルコンソール（1級）　赤
  - ボーモン（1級）　赤
  - スショ（1級）　赤
  - クロ・デ・レア（1級）　赤
  - クロ・パラントゥー（1級）　赤
- ニュイ・サン・ジョルジュ　赤・白（きわめて少量）（プレモーを含む）
  - サン・ジョルジュ（1級）　赤
  - ブード（1級）　赤
  - カイユ（1級）　赤
  - ポレ（1級）　赤
  - プリュリエ（1級）　赤
  - クロ・デ・コルヴェ（1級）　赤
  - ヴォークラン（1級）　赤
  - プロセ（1級）　赤
  - クロ・ド・ラ・マレシャル（1級）　赤
  - テール・ブランシュ（1級）　赤・白
- コート・ド・ニュイ・ヴィラージュ　赤（コート・ド・ニュイのあまり有名でない村のワインのための統制呼称）

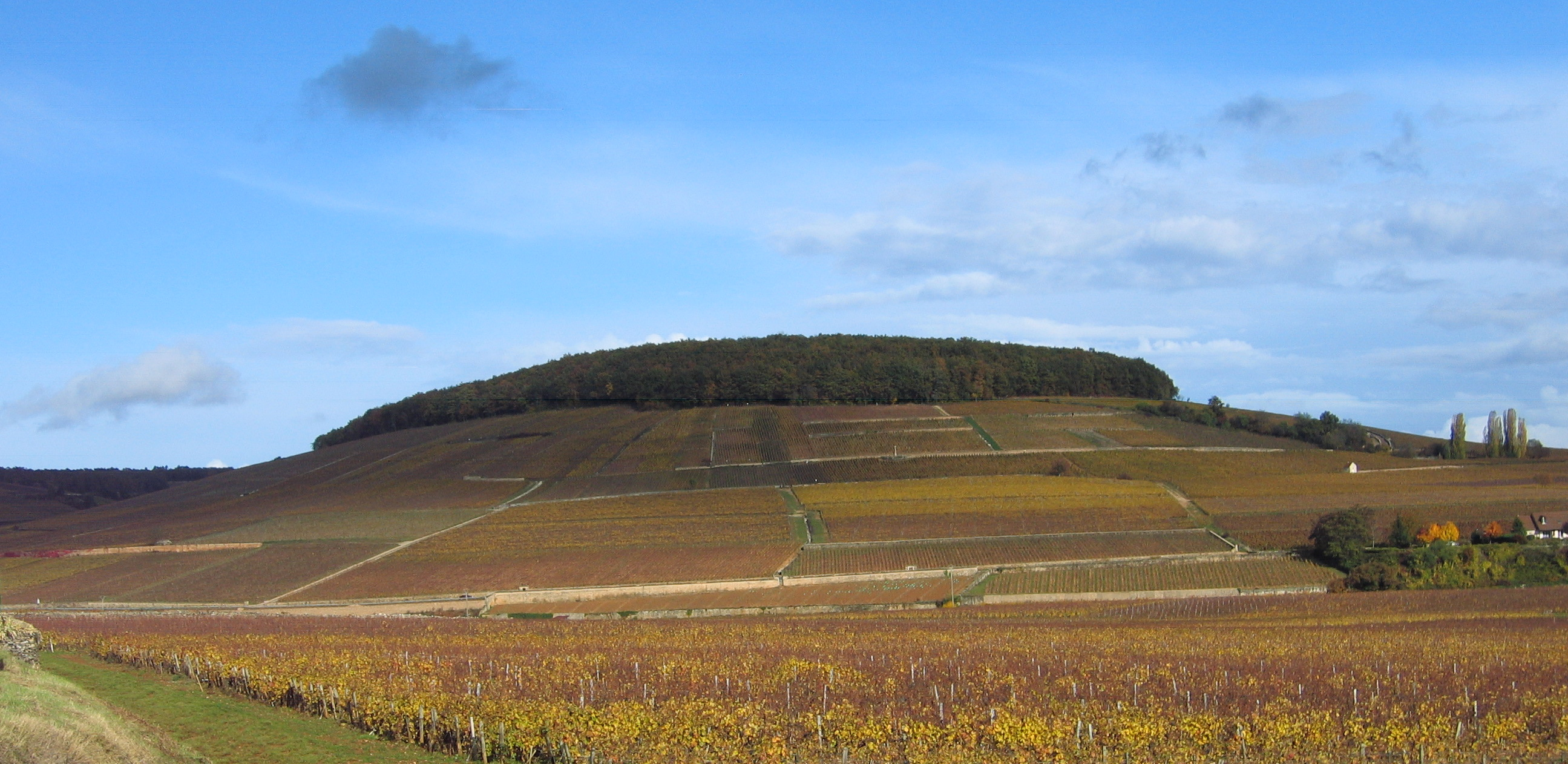
南西から見たコルトンの丘。ブドウ畑が広がる。

#### コート・ド・ボーヌ
- ラドワ　赤・白
- アロース・コルトン　赤・白
  - ル・コルトン Le Corton（特級）　赤・白（アロースとペルナン、ラドワにまたがる）（11.7ha）
  - コルトン・シャルルマーニュ Corton-Charlemagne（特級）　白（アロースとペルナン、ラドワにまたがる）（50.9ha）:コント・スナールのみ赤を生産
  - シャルルマーニュ Charlemagne（特級）　白（この統制呼称を使用するのはルイ・ジャド等の限られた作り手）
- この他コルトン・ブレサンドのようにコルトン・○○○○と名乗る畑も特級とされる。その数は20を越え、全体で約100haとなるが、下に例を挙げる。
  - ルナルド（特級）　赤
  - ブレサンド（特級）　赤
  - クロ・デュ・ロワ（特級）　赤
  - マレショード（特級）　赤
  - プージェ（特級）　赤
  - ランゲット（特級）　赤
  - グレーヴ（特級）　赤
  - クロ・デ・ヴェルジェンヌ、ヴェルジェンヌ（特級）　赤・白
  - ペリエール（特級）　赤
  - ショーム（特級）　赤
  - ヴィーニュ・オー・サン（特級）　赤
- ペルナン・ヴェルジュレス　赤・白
  - イル・デ・ヴェルジュレス（1級）　赤・白（サヴィニィにまたがる）
- サヴィニー・レ・ボーヌ　赤・白
  - オー・ヴェルジュレス（1級）　赤・白
  - ドミノード（1級）　赤
  - マルコネ（1級）　赤・白
  - セルパンティエール（1級）　赤
  - ゲット（1級）　赤
- ショレイ・レ・ボーヌ　赤
- ボーヌ　赤・白
  - アヴォー（1級）　赤
  - グレーヴ（1級）　赤・白
  - マルコネ（1級）　赤・白（サヴィニィにまたがる）
  - サン・ヴィーニュ（1級）　赤　
  - ブレサンド（1級）　　赤・白
  - クロ・デ・ムーシュ（1級）　　赤・白
  - テューロン（1級）　赤
  - フェーヴ（1級）　赤
- ポマール　赤
  - リュジアン（1級）　赤
  - グラン・ゼプノ（1級）　赤
  - プチ・エプノ（1級）　赤
  - ペズロール（1級）　赤
  - プラティエール（1級）　赤
  - クロ・ド・ラ・コマレーヌ（1級）　赤
- ヴォルネー　赤
  - シュヴレ（1級）　赤
  - クロ・デ・シェーヌ（1級）　赤
  - クロ・デュ・デュク（1級）　赤
  - シャンパン（1級）　赤
  - カイユレ（1級）　赤
  - クロ・ド・ラ・ブース・ドール（1級）　赤
- モンテリ　赤・白
  - デュレッス（1級）　赤
- オーセィ・デュレッス　赤・白
  - デュレッス（1級）　赤（モンテリにまたがる）
- ムルソー　赤（少量）・白
  - ペリエール（1級）　白
  - シャルム（1級）　白
  - ジュヌヴリエール（1級）　白
  - サントノ（1級）　赤・白（赤はヴォルネーとなる）
  - ポリュゾ（1級）　白
  - グトー・ドール（1級）　白
  - クラ（1級）　赤・白
  - ピエス・スー・ル・ボワ（1級）　白（ブラニィにあり、赤はブラニィ1級となる）
- サン・ロマン　赤・白
- ブラニィ　赤・白（赤はブラニィ、白はムルソー・ブラニィまたはピュリニィ・モンラッシェとなる）
- ピュリニィ・モンラッシェ　赤（きわめて少量）・白
  - モンラッシェ Montrachet（別格特級）　白（ピュリニィとシャサーニュにまたがる）（6.20ha）
  - シュヴァリエ・モンラッシェ Chevalier-Montrachet（特級）　白 （7.20ha）
  - バタール・モンラッシェ Bâtard-Montrachet（特級）　白（ピュリニィとシャサーニュにまたがる）（11.40ha）
  - ビアンヴニュ・バタール・モンラッシェ Bienvenues-Bâtard-Montrachet（特級）　白 （3.69ha）
  - カイユレ（1級）　白
  - アモー・ド・ブラニィ（1級）　白（ブラニィにある）
  - ピュセル（1級）　白
  - コンベット（1級）　白
  - クラヴォワイヨン（1級）　白
  - シャン・カネ（1級）　白
- シャサーニュ・モンラッシェ　赤・白
  - クリオ・バタール・モンラッシェ Criots-Bâtard-Montrachet（特級）　白 （1ha）
  - モルジョ（1級）　赤・白
  - クロ・サン・ジャン（1級）　赤・白
  - グラン・リュショット（1級）　赤・白
  - ブードリオット（1級）　赤・白
  - カイユレ（1級）　赤・白
- サン・トーバン　赤・白
- サントネ　赤・白
  - グラヴィエール（1級）　赤・白
  - クロ・ド・タヴァンヌ（1級）　赤
  - コム（1級）　赤・白
- マランジュ　赤・白
- コート・ド・ボーヌ　赤・白（ボーヌと周辺小地域のワインを使用した統制呼称。滅多に見られない）
- コート・ド・ボーヌ・ヴィラージュ　赤（コート・ド・ボーヌのあまり有名でない村のワインのための統制呼称）

### コート・シャロネーズ地区
- ブズロン アリゴテ種による白のみ
- リュイィ　赤・白
- メルキュレ　赤・白

### マコネ

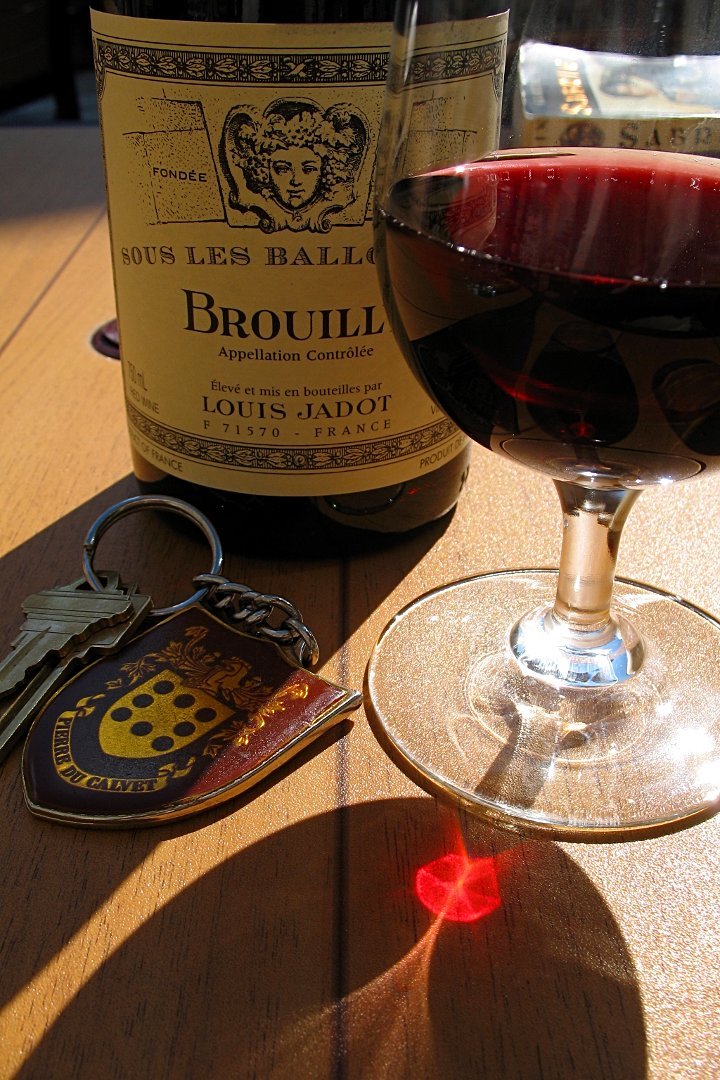
クリュ・ボージョレーのひとつ、ブルイィのワイン

- マコン（地域名）　赤・白
- プイィ・フュイッセ　白
- サン・ヴェラン
- プイィ・ロシェ
- プイィ・ヴァンゼル

### ボジョレー地区
- ボジョレー（地域名）　赤・白
- ボジョレー・ヴィラージュ　赤・白
- ムーラン・ナ・ヴァン　赤
- サン・タムール　赤
- シェナ
- ジュリエナ
- モルゴン　赤
- フルーリー
- シルーブル
- レニェ
- ブルイィ
- コート・ド・ブルイィ